# يوسف حسام
يوسف حسام هو لاعب كرة مضرب مصري، ولد في 3 يونيو 1998 في الجيزة في مصر.

## وصلات خارجية
- يوسف حسام على موقع رابطة محترفي التنس (الإنجليزية)
- يوسف حسام على موقع الاتحاد الدولي لكرة المضرب (الإنجليزية)
- يوسف حسام على موقع كأس ديفيز (الإنجليزية)
- يوسف حسام على موقع خلاصة التنس.كوم (الإنجليزية)